# Paronychia cabrerae
Paronychia cabrerae är en nejlikväxtart som beskrevs av Mohammad Nazeer Chaudhri. Paronychia cabrerae ingår i släktet prasselörter, och familjen nejlikväxter. Inga underarter finns listade i Catalogue of Life.